# Шпенглер, Освальд
О́свальд А́рнольд Го́ттфрид Шпе́нглер (нем. Oswald Arnold Gottfried Spengler; 29 мая 1880 года, Бланкенбург, Германская империя — 8 мая 1936 года, Мюнхен, Третий рейх) — немецкий историософ, представитель философии жизни, публицист консервативно-националистического направления, автор книги «Закат Европы».

## Биография
Родился в небольшом провинциальном городке Бланкенбурге у подножия гор (Гарц, нынешняя земля Саксония-Ангальт) в семье почтового чиновника, был старшим из четырёх детей и единственным мальчиком.
В 1891 году семья переехала в Галле, где Освальд изучал латинский язык в заведениях Франке. В Университете Галле, Мюнхенском и Берлинском университетах он изучает математику, естественные науки и философию. Защищает диссертацию на тему «Метафизические основы философии Гераклита» в университете Галле и получает докторскую степень по философии (1904). Затем работает учителем в Гамбурге.

В 1911 году переехал в Мюнхен, где и жил до самой смерти.
Академическую карьеру начал в Мюнхенском университете в качестве преподавателя математики. Он был свободным писателем, жил бедно и одиноко и работал над сочинениями по ночам, вешая на дверь табличку со словами «В отъезде», чтобы не докучали звонками. Занимался публицистикой.
Лично встретился с Гитлером, но был разочарован.
После прихода к власти нацистов в 1933 году на него начались нападки в прессе; была изъята книга Шпенглера «Годы решения: Германия в рамках всемирно-исторического развития», было запрещено упоминать его имя в печати. Незадолго до своей смерти, которая произошла из-за сердечного приступа 8 мая 1936 года, в своём письме на имя Ганса Франка предрёк, что в ближайшие 10 лет Нацистская Германия может прекратить своё существование. Он считал, что мировая война — это начало агонии европейской цивилизации.

## Философские взгляды
Предметом философско-культурологических исследований Шпенглера была «морфология всемирной истории»: своеобразие мировых культур (или «духовных эпох»), рассматриваемых как неповторимые органические формы, понимаемые с помощью аналогий. Решительно отвергая общепринятую условную периодизацию истории на «Древний мир — Средние века — Новое Время» (поскольку она никакого значения не имеет для неевропейских обществ), Шпенглер предлагает другой взгляд на мировую историю — как на ряд независимых друг от друга культур, проживающих, подобно живым организмам, периоды зарождения, становления и умирания.
Нивелирующее единство идеи всемирно-исторического процесса Шпенглер предлагает заменить иной картиной — циклической историей возникновения, расцвета и гибели многочисленных самобытных и неповторимых культур. К числу «великих культур», вполне реализовавших свои потенциалы, Шпенглер относит китайскую, вавилонскую, египетскую, индийскую, античную, византийско-арабскую, западную, культуру майя, а также «пробуждающуюся» русско-сибирскую. Уникальность каждой культуры обеспечивается своеобразием её «души»: в основе античной культуры лежит «аполлоновская» душа, арабской — «магическая», западной — «фаустовская» и т. д.
Умирание всякой культуры, будь то египетской или «фаустовской» (то есть западной культуры XII—XVIII вв), характеризуется переходом от культуры к цивилизации. Отсюда ключевое в его концепции противопоставление на «становящееся» (культура) и «ставшее» (цивилизация).
Так, культура Древней Греции находит своё завершение в цивилизации Древнего Рима. Западно-европейская культура, как неповторимый и ограниченный во времени феномен, зарождается в IX веке, переживает свой расцвет в XV—XVIII вв. и с XIX в., с наступлением периода цивилизации, начинает «закатываться»; конец западной цивилизации (с 2000 г.), по Шпенглеру, проделавшему колоссальную работу по сбору фактического материала о различных мировых культурах, сопоставим (или «одновременен») с I—II вв. в Древнем Риме или XI—XIII вв. в Китае.
Последовательно проводимый Шпенглером тезис об уникальности культур, их сменяемости (не преемственности) вёл к признанию их ценностной эквивалентности: все они равны по своему историческому значению и должны сопоставляться вне всяких оценочных категорий.
Сравнительный анализ культур, как считает Шпенглер, обнаруживает единство их судьбы: каждая культура проходит одну и ту же последовательность фаз развития, и основные черты каждой фазы тождественны во всех культурах; все культуры сходны по длительности существования (около 1000 лет) и темпам своего развития; исторические события, относящиеся к одной культуре, имеют соответствия (гомологии) во всех других.
Каждая культура, исчерпывая свои внутренние творческие возможности, мертвеет и переходит в фазу цивилизации («цивилизация», по Шпенглеру, есть кризисный исход, завершение любой культуры), для которой свойственны атеизм и материализм, агрессивная экспансия вовне, радикальный революционизм, сциентизм и техницизм, а также урбанизация («в мировом городе нет народа, а есть масса» («Закат Европы»)).
Во введении к «Закату Европы» О. Шпенглер пишет: «Для настоящего знатока людей не существует абсолютно правильных или ложных точек зрения». Там же он заявляет: «Нет никаких вечных истин. Каждая философия есть выражение своего, и только своего, времени». А в другом месте этой работы утверждает: «Общечеловеческой морали не существует… Существует столько же моралей, сколько и культур…».
В качестве фундамента исторического метода Шпенглера выступал концепт «смысла чисел», ещё более дистанцирующий друг от друга природу и историю. По мысли Шпенглера, духовная жизнь человека, наделённого «бодрствующим сознанием», разворачивается во времени и в определённом направлении. Как результат, в сознании индивида конституируется присущая только ему, его личная картина мира: либо образно-символическая, либо рационально-понятийная. Посредством типа математического числа или слова фиксируется образное мирочувствование уже ставшего, осуществлённого — «природа», согласно Шпенглеру, «исчислима». История же как динамичное осуществление возможной культуры сопряжена с хронологическими величинами и чужда однозначным расчётам.
При этом, согласно Шпенглеру, саморазвитие культуры возможно лишь в контексте осознания её субъектами значимости процедур измерения, счёта, формирования и фиксации образов внешнего мира и т. д. Так, в контексте концепции «смысла чисел», античная культура, базирующаяся, по Шпенглеру, на конечности, телесности числового ряда, противоположена цивилизации современного Запада, фундируемой числовой идеей бесконечности.
По схеме Шпенглера, все способы познания суть «морфологии»; морфология природы — это обезличенная систематика; морфология же органического — жизни и истории — есть «физиогномика» или перенесённое в духовную область подчёркнуто индивидуализированное искусство «портрета культуры». Постижение культурных форм, по мнению Шпенглера, в корне противоположно абстрактному научному познанию и основано на непосредственном «чувстве жизни». Проявления той или иной культуры объединяет не только общая хронологическая и географическая отнесённость, но, прежде всего, тождество стиля, которое обнаруживается в искусстве, политике, экономической жизни, научном видении мира и т. п.
Культуры, по мнению Шпенглера, возникают «с возвышенной бесцельностью, подобно цветам в поле», и столь же бесцельно уходят со сцены, не оставляя после себя ничего. Морфология культуры Шпенглера сообщила западному миру, что он неудержимо клонится к закату: по убеждению Шпенглера, рационалистическая цивилизация означает деградацию высших духовных ценностей культуры, обречённой на гибель. Великие культуры прошлого, по мысли Шпенглера, как бы демонстрируют Западу его собственную судьбу, его ближайшее историческое будущее.
Шпенглер позитивно относился к социалистическим идеям («Социализм — вопреки внешним иллюзиям — …система воли к власти. … Цель его совершенно империалистическая: благоденствие в экспансивном смысле, но не больных людей, а жизнедеятельных, которым стремятся дать свободу действия, вопреки сопротивлению собственности, рождения и традиции») .
Тем не менее, в своей работе «Пруссачество и социализм», Шпенглер выделяет особый социализм, свойственный только немцам. Он заключается в прусском государственническом духе, немецком коллективизме и стремлении к расширению границ. 
Чесноков Г. Д. считает, что философские взгляды Шпенглера повторяют основные положения теории культурно-исторических типов Н. Я. Данилевского.

Идеи Шпенглера оказали влияние на Тойнби, Ортегу-и-Гассета и др.

### Список культур
Шпенглер ярко портретирует «души» культур:
- Вавилонская
- Арабо-византийская — прасимвол «пещера» (в основе «магическая» душа со строгим противопоставлением души и тела)
- Египетская — прасимвол «путь»
- Индийская
- Китайская — прасимвол «Дао»
- Майанская (Мексиканская)
- Греко-римская (Античная) — прасимвол «телесное, скульптурно оформленное тело» (имеет в своём основании «аполлоновскую» душу)
- Западноевропейская — прасимвол «бесконечность» («фаустовская» душа, воплощённая в символе чистого бесконечного пространства и временного процесса)
- Русско-сибирская (зарождающаяся культура)

### Стадии развития культуры
Каждая культура в своём развитии проходит ряд основных стадий:
1) мифо-символическая — стадия зарождающейся культуры, когда основные её формы только зарождаются;
2) стадия ранней культуры, когда её формы только возникают;
3) стадия метафизико-религиозной (высокой) культуры, на которой она достигает своего расцвета;
4) стадия старения и гибели культуры — стадия цивилизации.

#### Исторические псевдоморфозы
Историческими псевдоморфозами Шпенглер называл «случаи, когда чуждая древняя культура довлеет над краем с такой силой, что культура юная, для которой край этот — её родной, не в состоянии задышать полной грудью и не только что не доходит до складывания чистых, собственных форм, но не достигает даже полного развития своего самосознания».
К числу исторических псевдоморфозов Шпенглер относит арабскую культуру и Петровскую Русь.
А. С. Алексеев отмечает: «суждения О. Шпенглера об искусстве Древнего Египта позволяют нам узнать очень многое о впечатлении, произведённом этим искусством на О. Шпенглера, но они не имеют решительно никакого отношения к жизни и культуре древних египтян».

#### Взгляды на современную ситуацию в мире
В своей книге «Годы решений» О. Шпенглер открыто выступает сторонником национал-социалистического переворота в Германии:

Едва ли кто-то так же страстно, как я, ждал свершения национального переворота этого года— О. Шпенглер «Годы решений»
Однако позже книга «Годы решений» была запрещена за критику национал-социализма. Так, например, Шпенглер не соглашался с их биологической идеологией и антисемитизмом.
Данное событие О. Шпенглер видел как часть глобальной «белой революции». Раскрытию данного понятия посвящена вторая глава книги под названием «Белая мировая революция». Двумя главными противниками данной революции Шпенглер считает классовую борьбу и «цветное» население мира.

Она соединяет в себе «горизонтальную» борьбу между государствами и нациями с вертикальной борьбой между ведущими слоями белых народов и другими слоями, тогда как на заднем плане уже началась более опасная вторая часть революции, а именно: нападение на белых в целом со стороны всей массы цветного населения Земли, медленно осознающего свою общность.

Но этого не может и не должно быть. Возможно, заяц сможет обмануть лису. Но не человек человека. Цветной видит белого насквозь, когда тот говорит о «человечестве» и вечном мире. Он чует неспособность и отсутствие воли защищать себя. …
Цветные — не пацифисты. Они не держатся за жизнь, единственной ценностью которой является её продолжительность. Они подберут меч, если мы его отбросим. Когда-то они боялись белого, теперь они его презирают. Это мнение можно прочитать в их глазах, если белые мужчины и женщины ведут себя перед ними так, как они это делают у себя дома или в самих цветных странах. Когда-то наша мощь приводила их в ужас, как первые римские легионы — германцев. Сегодня, когда они сами стали силой, их таинственная душа, которую нам никогда не понять, выпрямляется и смотрит на белых свысока, как на нечто вчерашнее.

##### Взгляд на Россию
Россия — госпожа Азии. Россия и есть Азия.— О. Шпенглер «Годы решений»

Правление большевиков не является государством в нашем смысле, каковым была петровская Россия. Оно как Кипчак, государство «Золотой Орды» во времена монголов, состоит из господствующей орды — называемой коммунистической партией — с вождями и всемогущим ханом, и из подавленной и беззащитной массы, большей по численности примерно в сто раз. От настоящего марксизма здесь очень мало — только названия и программы. В действительности это татарский абсолютизм, который подстрекает и эксплуатирует мир, не обращая внимания на границы, осторожный, хитрый, жестокий, использующий смерть как повседневное средство управления, в любой момент готовый выдвинуть нового Чингисхана, чтобы пойти на Азию и Европу. 

## Сочинения
- «Закат Европы» (нем. Der Untergang des Abendlandes, Т. 1 — 1918, Т. 2 — 1922)
- «Человек и техника» (нем. Der Mensch und die Technik, 1931)
- «Годы решений» (нем. Jahre der Entscheidung, 1933)
- «Воссоздание Германского рейха» (нем. Neubau des deutschen Reiches, 1924)

### Публикации трудов в русском переводе
- Шпенглер О. Закат Европы. — М: «Наука», 1993. — 592 с. — ISBN 5-02-029879-4.
- Шпенглер О. Пруссачество и социализм. — М.: Праксис, 2002. — 240 с.
- Шпенглер О. Годы решений: Германия и всемирно-историческое развитие (пер. с нем. и послесл. С. Е. Вершинина). — Екатеринбург: «У-Фактория», 2007. — с.223. — ISBN 978-5-9757-0154-1.
- Шпенглер О. Закат Западного мира. — М: «Альфа-книга», 2014. — 1085 с.
- Шпенглер О. Воссоздание Германского рейха. / Пер. с нем. А. В. Перцева и Ю. Ю. Корица, послесл, А. В. Перцева. — СПб. Владимир Даль, 2015. — 223 с.